# Culex peringueyi
Culex peringueyi är en tvåvingeart som beskrevs av Edwards 1924. Culex peringueyi ingår i släktet Culex och familjen stickmyggor. Inga underarter finns listade i Catalogue of Life.